# Kastrí (ort i Grekland, Epirus, Nomós Prevézis, lat 39,25, long 20,57)
Kastrí är en ort i Grekland.   Den ligger i prefekturen Nomós Prevézis och regionen Epirus, i den västra delen av landet, 300 km nordväst om huvudstaden Aten. Kastrí ligger 13 meter över havet och antalet invånare är 352.
Terrängen runt Kastrí är varierad.Runt Kastrí är det ganska glesbefolkat, med 34 invånare per kvadratkilometer. Närmaste större samhälle är Kanaláki, 3,2 km sydost om Kastrí. == Kommentarer ==
1. ↑  Framräknat ur variansen i alla höjduppgifter (DEM 3") från Viewfinder Panoramas, inom 10 km radie.[2] Mer om algoritmen finns här: Användare:Lsjbot/Algoritmer.